# Aussagepsychologie
Die Aussagepsychologie ist ein Teilgebiet der Rechtspsychologie und befasst sich mit der Psychologie der Zeugenaussage.

## Aufgabenbereich
Die Aussagepsychologie wendet grundlegende Erkenntnisse aus dem Bereich der Wahrnehmungs-, Gedächtnis-, Entwicklungs- und Sozialpsychologie auf die Aussage als Form kognitiver Leistung an. Im besonderen Fokus der aussagepsychologischen Forschung steht die Beurteilung der Glaubwürdigkeit von Zeugenaussagen, der Zeugeneignung von Kindern sowie die Folgen suggestiver Befragungen.
Gegenstand der Aussagepsychologie ist dabei nicht die allgemeine Glaubwürdigkeit eines Zeugen im Sinne einer Persönlichkeitseigenschaft, sondern die Beurteilung einer konkreten Aussage innerhalb eines spezifischen Kontexts. Dabei befasst sich die Aussagepsychologie mit der Beurteilung der Aussagetüchtigkeit, der Glaubwürdigkeit spezifischer Zeugenaussagen sowie möglicher Fehlerquellen.
Die Beurteilung des Erlebnisinhalts von Zeugenaussagen erfolgt inhaltsbezogen in einem hypothesengeleiteten diagnostischen Prozess anhand empirisch belegter Qualitätskriterien (merkmalsorientierte Inhaltsanalyse). Die Unwahrannahme einer Zeugenaussage dient dabei als Nullhypothese. Sie wird so lange aufrechterhalten, bis sie mit den gesammelten Informationen nicht mehr in Einklang zu bringen ist. In dem Fall gilt dann die Alternativhypothese, dass die Aussage wahr ist. Dabei erfolgt eine Analyse der Aussagepersönlichkeit, der Aussagegenese und der Aussagequalität.

## Historische Entwicklung
Die geschichtliche Entwicklung der Aussagepsychologie lässt sich in mehrere Phasen unterteilen.

### Frühe experimentelle Forschung (1900–1920)
Bereits um 1895 befasste sich der Psychologe J. M. Cattell experimentell im Labor mit der Qualität von Zeugenaussagen. Im Jahr 1902 veröffentlichte der Psychologe William Stern erstmals den Sammelband Psychologie der Aussage mit dem Ziel, eine interdisziplinäre Arbeitsgemeinschaft zu gründen, die sich mit der „Aussage des Wortes“ wissenschaftlich auseinandersetzte. Auf Stern gehen ferner einige aussagepsychologische Experimente zurück, u. a. ließ er als „Täter“ instruierte Personen in seine Vorlesung stürmen und die Studierenden mussten den Ablauf der Störung anschließend detailliert beschreiben. Der deutsche Psychologe Hugo Münsterberg befasste sich nach seiner Auswanderung in die USA 1908 ebenfalls experimentell mit Problemen der Glaubhaftigkeitsbeurteilung von Zeugenaussagen und regte an, einen sogenannten „Lügendetektor“ zu entwickeln.

### Empirisch-kasuistisches Vorgehen (1950–1980)
Nach einer rund 20 Jahre andauernden Latenzphase zwischen 1930 und 1950, die von Desinteresse an der aussagepsychologischen Forschung geprägt war, schloss sich eine Phase der Feldforschung an. Richtungsweisend war hier das Grundsatzurteil des Bundesgerichtshofs von 1954, das erstmals eine Beiordnung von Sachverständigen zur Beurteilung der Glaubwürdigkeit von Zeugen verfügte, sofern die Aussagen von Kindern oder Jugendlichen die alleinigen oder wesentlichen Beweismittel darstellten. Im Zuge dessen veröffentlichte der Psychologe Udo Undeutsch erstmals 1967 den Sammelband Forensische Psychologie des Handbuchs Psychologie, in dem er sich unter anderem mit der Glaubhaftigkeit von Zeugenaussagen und der gerichtsgutachterlichen Tätigkeit befasste. Die von Undeutsch formulierten Realkennzeichen für Zeugenaussagen finden noch heute im Rahmen der Glaubwürdigkeitsbeurteilung Anwendung. Diese Phase aussagepsychologischer Forschung zeichnete sich durch die Fokussierung auf Sexualdelikte, durch die Verwendung von Erfahrungsberichten praktisch tätiger Gutachter und durch ein nahezu völliges Fehlen von Laborexperimenten aus. Sie war vor allem durch ein empirisch-kasuistisches Vorgehen geprägt.

### Experimentelle Validierungsphase (1980–2000)
Die in den 1960er und 1970er Jahren entwickelten Kriterienkataloge zur Beurteilung von Glaubwürdigkeit wurden mit Beginn der 1980er Jahre zunehmend systematisiert und empirisch validiert. Das Ergebnis dieser Forschungstätigkeit war unter anderem die von Max Steller und Günter Köhnken 1989 entwickelte Gesamtkriteriologie zur Aussagebegutachtung. Ausgehend von Problemen der praktischen Zeugenbegutachtung befasste man sich besonders im anglo-amerikanischen Raum mit Fragen der Suggestibilität kindlicher Zeugenaussagen.

### Integrationsphase (ab 2000)
Nach Greuel ist die fünfte Phase der aussagepsychologischen Forschung vor allem durch die Integration des im Laufe des vergangenen Jahrhunderts gesammelten Expertenwissen gekennzeichnet. Neben der Suggestionsforschung rücken dabei vor allem Aspekte der Persönlichkeitspsychologie, der Stressforschung und die Beurteilung traumatischer Ereignisse in den Fokus der aussagepsychologischen Forschung.

## Forschungsspektrum
Neben der praktischen Anwendung im Kontext der Glaubwürdigkeitsbegutachtung durch Sachverständige vor Gericht nimmt auch die aussagepsychologische Forschung einen großen Bereich innerhalb der Rechtspsychologie ein. Sie umfasst zum einen Feld- und Simulationsstudien zu Unterschieden zwischen erlebnisbasierten und erfundenen Schilderungen und zum anderen Einzelfallbegutachtungen konkreter Zeugen oder Zeugenaussagen (Kasuistiken).

### Feld- und Simulationsstudien
Unterschiede zwischen erlebnisbasierten und erfundenen Schilderungen können entweder in Feldversuchen oder in Simulationsstudien untersucht werden. Während es bei Feldstudien in der Regel kein sicheres Außenkriterium zur Bestimmung des Wahrheitsgehalts einer Aussage gibt, was die Vergleichbarkeit erschwert, besitzen Simulationsstudien oft nur eine geringe Lebensnähe und sind daher weniger gut auf realweltliche Situationen übertragbar. Beide Forschungszugänge müssen also ergänzend betrachtet werden.
International konnten verschiedene Feldstudien zeigen, dass in erlebnisbegründeten, d. h. auf wahren Begebenheiten beruhenden Kinderaussagen über sexuelle Missbrauchserfahrungen deutlich mehr Realitätskriterien enthalten waren als in zweifelhaften Aussagen. Auch Simulationsstudien stützen überwiegend die Hypothese eines qualitativen Unterschieds zwischen wahren und erfundenen Aussagen. Dennoch zeigt sich eine große Heterogenität in den Studien, was auf unterschiedliche Altersgruppen, motivationale Ausgangslagen, Befragungstechniken und Interviewereigenschaften zurückzuführen sein dürfte.

### Suggestionsforschung
Mittlerweile legen zahlreiche Studien nahe, dass die Verwendung von suggestiven Methoden dazu führen kann, dass Probanden nicht-erlebniskongruente Schilderungen über persönlich bedeutsame und belastende Ereignisse tätigen. In Studien zur Suggestibilität stimmten zwischen 20 und 80 % der Kinder zu, ein suggeriertes Ereignis wirklich erlebt zu haben, bei Erwachsenen lag die Rate zwischen 15 und 25 %, vereinzelt sogar bei 60 %. Suggestion ist sogar in der Lage, länger bestehende Pseudoerinnerungen zu formen („rich false memories“; siehe hierzu Experimente zur Erinnerungsverfälschung). Diese sind nur schwer von realen Erinnerungen zu unterscheiden. Die merkmalsorientierte Inhaltsanalyse kann nur sinnvoll zwischen wahren und erlogenen Aussagen unterscheiden, nicht aber zwischen wahren und suggerierten Erinnerungen. Daher müssen in diesen Fällen Aussageentstehung und Aussagegeschichte näher exploriert werden, das heißt inwiefern eine Suggestion stattgefunden haben könnte und inwieweit die suggestiven Bedingungen nicht nur potentiell, sondern tatsächlich Einfluss auf den Inhalt der Aussage hatten.

## Kritik an der Aussagepsychologie
Kritiker äußern, dass die Glaubwürdigkeitsbegutachtung vor allem für traumatisierte Zeugen eine enorme Belastung darstelle, dass sie unangemessen selten zu positiven Beurteilungen von Aussagen käme und zu wenig berücksichtige, dass Traumatisierung die Gedächtnisleistung der Betroffenen durch neurobiologische Veränderungen im Gehirn verschlechtern könne, was bei Traumatisierten zu einer erhöhten Wahrscheinlichkeit von Fehleinschätzungen führen könne. Ferner wurde die Frage aufgeworfen, ob die als Goldstandard eingesetzte Methode der „Nullhypothese“ bei lange zurückliegenden Fällen noch tragfähig sei.
Sachverständige stellen hingegen dar, dass die Zufriedenheit und das Belastungserleben der Zeugen insbesondere vom Ausgang des Gutachtens abhängig sei, das heißt, dass im positiven Fall der Begutachtungsprozess überwiegend als hilfreich und positiv erlebt wurde, im negativen Fall hingegen als belastend. Einzelaussagen von Zeugen, die von Kritikern herangezogen wurden, könnten in diesem Zusammenhang nicht als repräsentativ gelten. Studien konnten außerdem zeigen, dass Sachverständige Zeugenaussagen in über 50 % der Fälle als erlebnisbasiert einschätzen, was Experten zufolge nicht für eine überproportional hohe Ablehnungsquote spreche.

## Ausbildung
Inhalte der Aussagepsychologie sind fester Bestandteil rechtspsychologischer Curricula, z. B. für den Erwerb des Titels „Fachpsychologe/Fachpsychologin für Rechtspsychologie“ des BDP und der DGPS oder im Rahmen rechtspsychologischer Masterstudiengänge. Psychotherapeuten können zudem eine Ausbildung zum forensischen Sachverständigen anstreben, welche unter anderem dazu befähigt, aussagepsychologische Gutachten anzufertigen.
Bislang existieren abgesehen vom eher vage gehaltenen Urteil des Bundesgerichtshofs keine bundesweit verpflichtenden Mindeststandards für aussagepsychologische Gutachten, verschiedene Experten und Gremien sprechen aber klare Empfehlungen zur Qualitätssicherung aus.